# Ferșampenuazul Mic, Bolgrad
Ferșampenuazul Mic (în ucraineană Новоселівка, transliterat: Novoselivka, în germană Alt Elft) este un sat în comuna Arciz din raionul Bolgrad, regiunea Odesa, Ucraina.
Satul a fost locuit de germanii basarabeni.

## Demografie
Componența lingvistică a localității Ferșampenuazul Mic
     Ucraineană (87,6%)
     Rusă (5,71%)
     Bulgară (5,51%)
     Alte limbi (1,18%)
Conform recensământului din 2001, majoritatea populației localității Ferșampenuazul Mic era vorbitoare de ucraineană (87,6%), existând în minoritate și vorbitori de rusă (5,71%) și bulgară (5,51%).